# Lothar von Richthofen

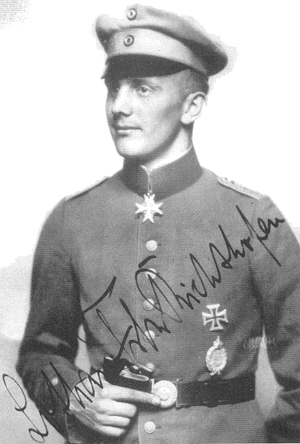
Lothar von Richthofen.

Lothar-Siegfried von Richthofen  född 27 september 1894 i Breslau, död 4 juli 1922 i Tyskland, var en tysk friherre, militär och flygaräss under första världskriget.  Han var bror till Manfred von Richthofen (Röde baronen) och femmänning med fältmarskalken i Luftwaffe Wolfram von Richthofen.
Lothar von Richthofen studerade vid gymnasiet i Breslau innan han inledde sin militära karriär som officer vid Dragoner-Regiment i Lüben. När första världskriget bröt ut var han kommenderad till krigskolan i Danzig. Hans regemente Dragoner-Regiment Nr. 4 mobiliserades till krigstjänstgöring vid Schloss Brunelles i Belgien. Han utnämndes till löjtnant i september 1914. I november förflyttades hans regemente till Östfronten, där han i början av 1915 deltar i striderna vid den ungerska fronten. Sedan han skadats, förflyttas han till sjukhusvård i Berlin. Efter sjukhusvården arbetar han med trupputbildning i Tyskland, men när han är helt återställd kommenderas han till ryska fronten. På förslag av sin äldre broder överfördes han till de tyska luftstridsstyrkorna (Luftstreitkräfte) senhösten 1915. Han kommenderades först som flygspanare vid Kagohl 4 där han flög med Carl Bolle. Därefter genomgick han flygutbildning vintern 1916-1917 och vid utbildningens slut förflyttades han vid broderns enhet Jasta 11 6 mars 1917. Det var vid den tidpunkten den tyska dominansen var som störst i luftkriget, och fram till i början på maj kunde han räkna in 16 luftsegrar. På kort tid räknades han som så erfaren att när Manfred von Richthofen var borta på permission övertog han befälet för divisionen.
På kvällen den 7 maj 1917 var elva flygplan från den brittiska 56:e skvadronen ute på uppdrag när man stötte på en grupp fiendeflygplan från Jasta 11. På grund av skymningen var sikten dålig och både Lothar von Richthofen och Ball havererade under luftstriden med sina flygplan bakom tyskarnas linjer. Ball dödades vid nedslaget medan Richthofen överlevde och krediterades för nedskjutningen av Ball.
Redan den 13 maj var han uppe i 23 luftsegrar men under jakten av en BE.2 blev han träffad av luftvärnseld från marken. Skadad lyckades han kraschlanda sitt flygplan. Samma dag tilldelades han Pour le Mérite på sjukhuset i Hamburg, men skadorna tvingade bort honom från aktiv tjänst i fem månader. När han återvände till aktiv tjänst under hösten 1917 skadades han nästan omgående och tvingades till en ny sjukhusvistelse.
Han vann sin sista strid i en Fokker D.VII 12 augusti 1918. Strax därefter skadades han på nytt allvarligt. Tar man hänsyn till den korta tid han var aktiv vid fronten är hans 40 luftsegrar ett av de högsta som uppnåtts av ett flygaräss.
När freden kom anställdes han som trafikpilot. Under en flygning mellan Berlin och Hamburg havererade flygplanet D1481 på grund av motorfel. Vid haveriet omkom Richthofen. Överlevde gjorde skådespelerskan Fern Andra, som tvingades tillbringa ett år på sjukhus, och regissören Georg Bluen.